# Hristo Etropolski
Hristo Mihailov Etropolski (în bulgară Христо Михайлов Етрополски; n. 18 martie 1959, Sofia, Republica Populară Bulgaria) este un fost scrimer bulgar specializat pe sabie, laureat cu cinci medalii la Campionatul Mondial de Scrimă. Este geamănul lui Vasil Etropolski, care a fost și el un sabrer de performanță, campion mondial în 1983.

## Carieră
S-a apucat de scrimă la vârsta de 13 ani sub îndrumarea lui Nikola Svecinikov la clubul Stadionului Național Vasil Levski, apoi s-a transferat la OSK Slavia, unde a activat toată cariera. 
A participat la Jocurile Olimpice de vară din 1980 și la ediția din 1988, clasându-se pe locul 5 și respectiv pe locul 21 la individual, și pe locul 8 pe echipe în ambele ocazii. La Campionatul Mondial de Scrimă din 1985 a fost vicecampion atât la individual, precum și pe echipe.
Din 1992 este antrenor de scrimă. În 2001 a plecat în Statele Unite, unde a lucrat mai întâi la clubul Fencing 2000 din Chicago, apoi la Chicago Athletic Association. În 2005 a înființat clubul Midwest Fencing Academy. În prezent activează în Columbia Britanică, Canada, unde a fondat clubul Rising Star. Printre eleve sale s-a numărat vicecampioană mondială pe echipe Anne-Elizabeth Stone. 
În anul 2013 a fost inclus în Hall of Fame-ul scrimei, împreună cu fratele său Vasil.

## Legături externe
- en Hristo Etropolski la Olympedia.org